# Кулаковка (Московская область)
Кулаковка — деревня в Шатурском муниципальном районе Московской области. Входит в состав Дмитровского сельского поселения. Население — 118 чел. (2010).

## Расположение
Деревня Кулаковка расположена в южной части Шатурского района, расстояние до МКАД порядка 156 км. Высота над уровнем моря 118 м.

## Название
В письменных источниках деревня упоминается как Кулаковская (позднее Кулаковка) или Микшево.
Название, вероятно, происходит от фамилии Кулаков.

## История
Деревня возникла в XVIII — начале XIX века.
Последним владельцем деревни перед отменой крепостного права был князь Дмитрий Алексеевич Лобанов-Ростовский.
После отмены крепостного права деревня вошла в состав Коробовской волости.
После Октябрьской революции 1917 года был образован Кулаковский сельсовет в составе Дмитровской волости Егорьевского уезда Рязанской губернии. В сельсовет входила только одна деревня Кулаковка.
В ходе реформы административно-территориального деления СССР в 1929 году Кулаковский сельсовет вошёл в состав Дмитровского района Орехово-Зуевского округа Московской области. В 1930 году округа были упразднены, а Дмитровский район переименован в Коробовский.
В 1954 году Кулаковский сельсовет был упразднён, а деревня Кулаковка вошла в состав Тельминского сельсовета.

## Население
| 1858 | 1859 | 1868 | 1885 | 1905 | 1926 |
| ---- | ---- | ---- | ---- | ---- | ---- |
| 472  | ↘428 | ↗475 | ↗621 | ↗772 | ↗913 |
| 1970 | 1993 | 2002 | 2006 | 2010 |      |
| ↘375 | ↘143 | ↘132 | ↘130 | ↘118 |      |

## Галерея

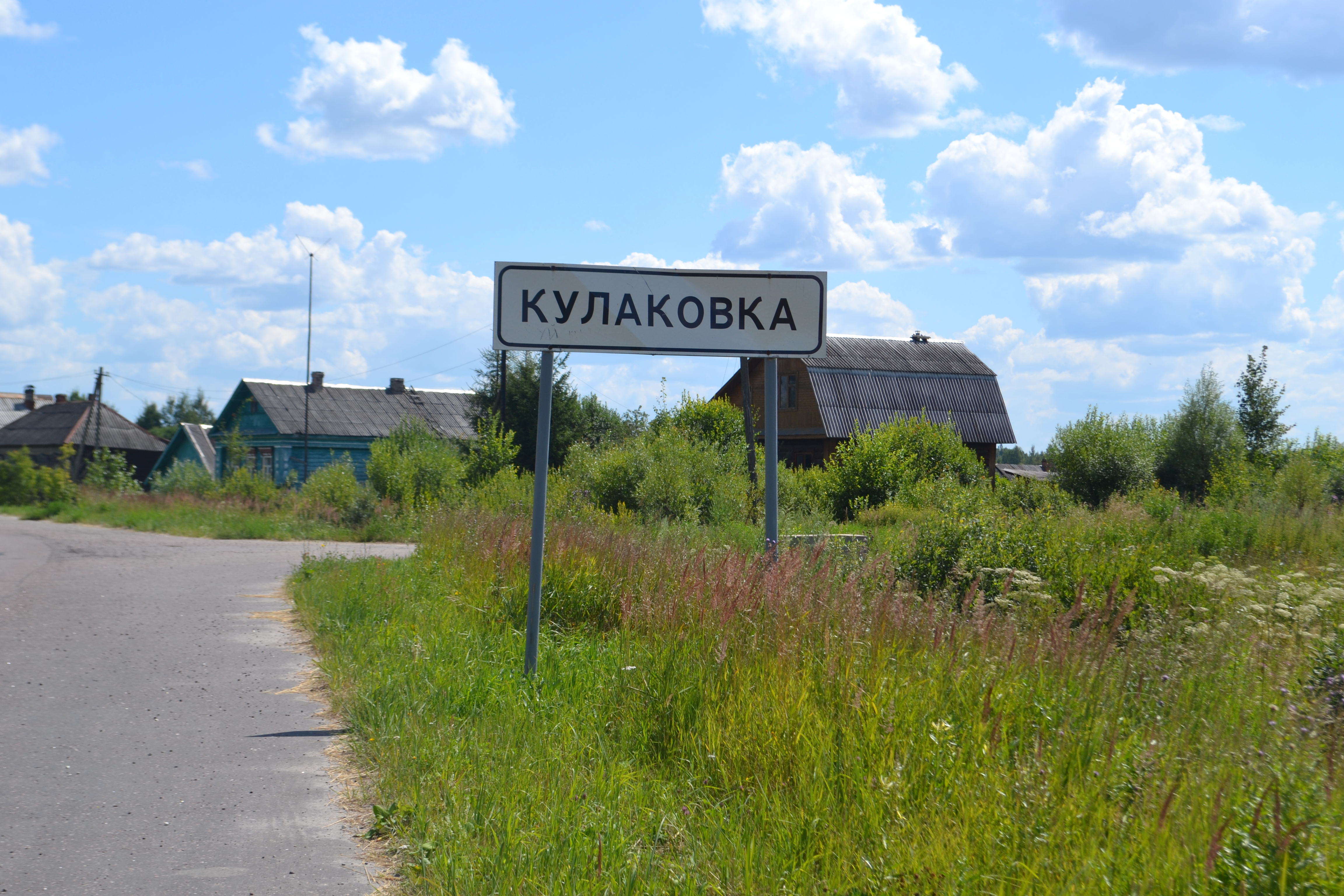
Дорожный указатель на деревню
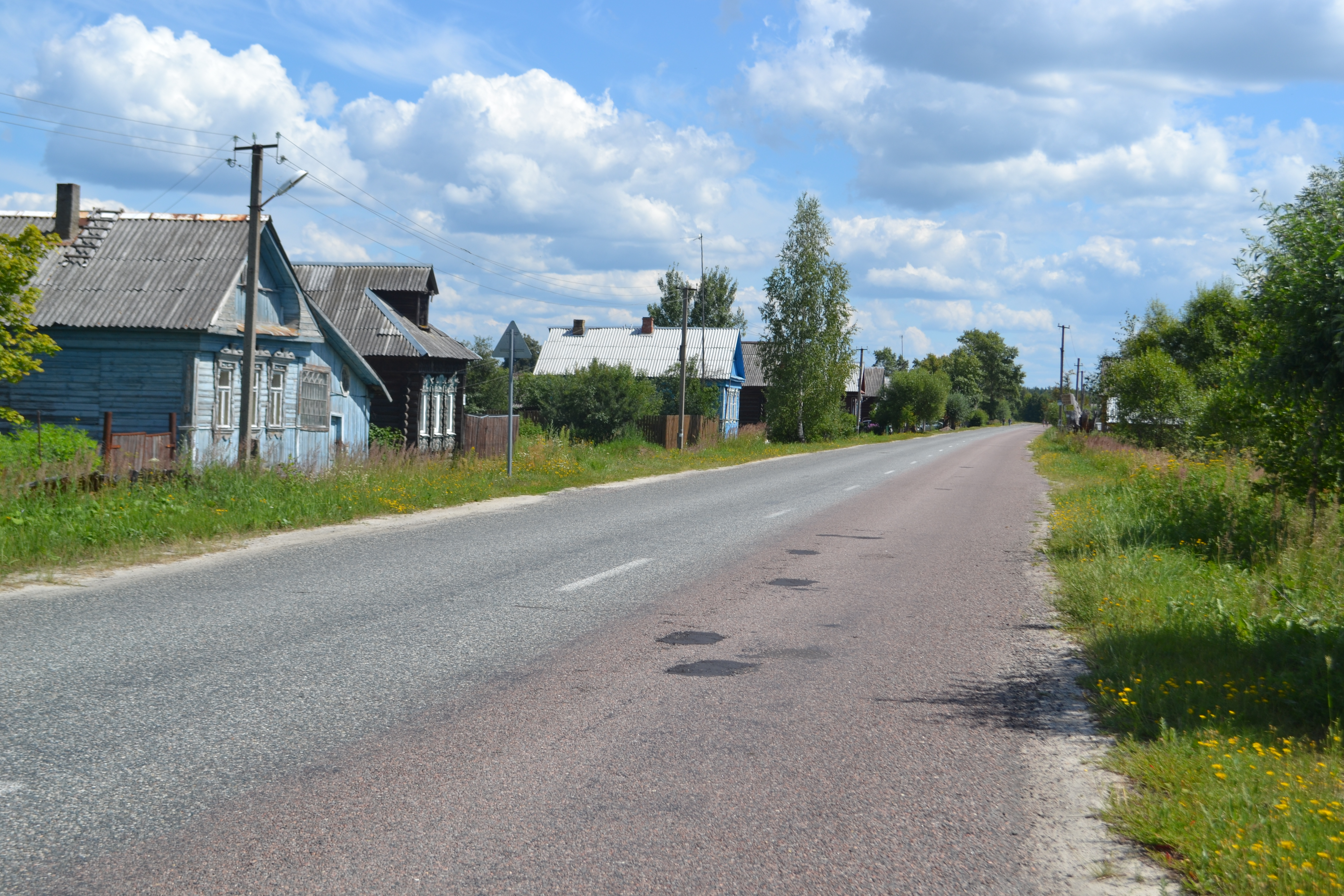
Кулаковка
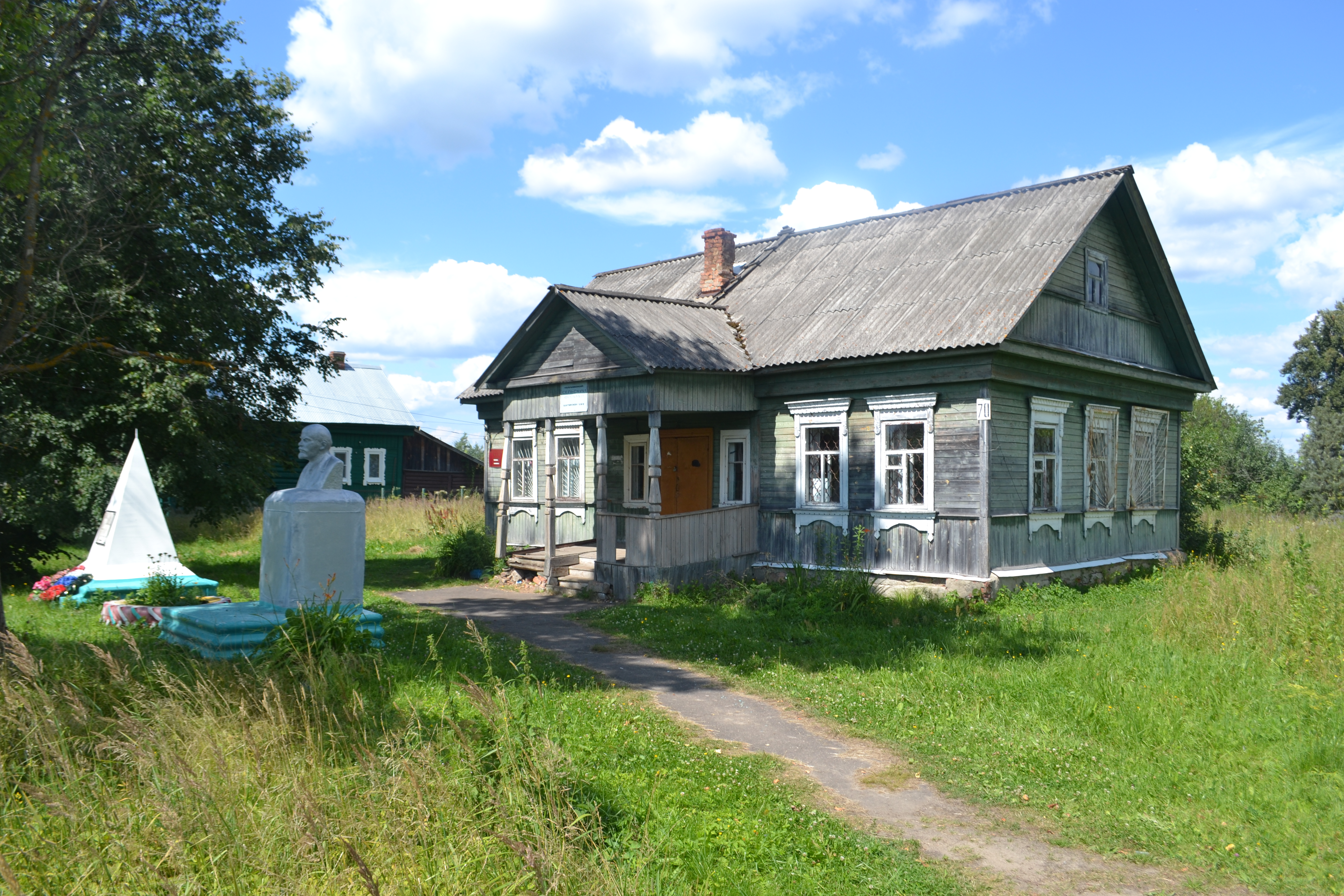
Библиотека
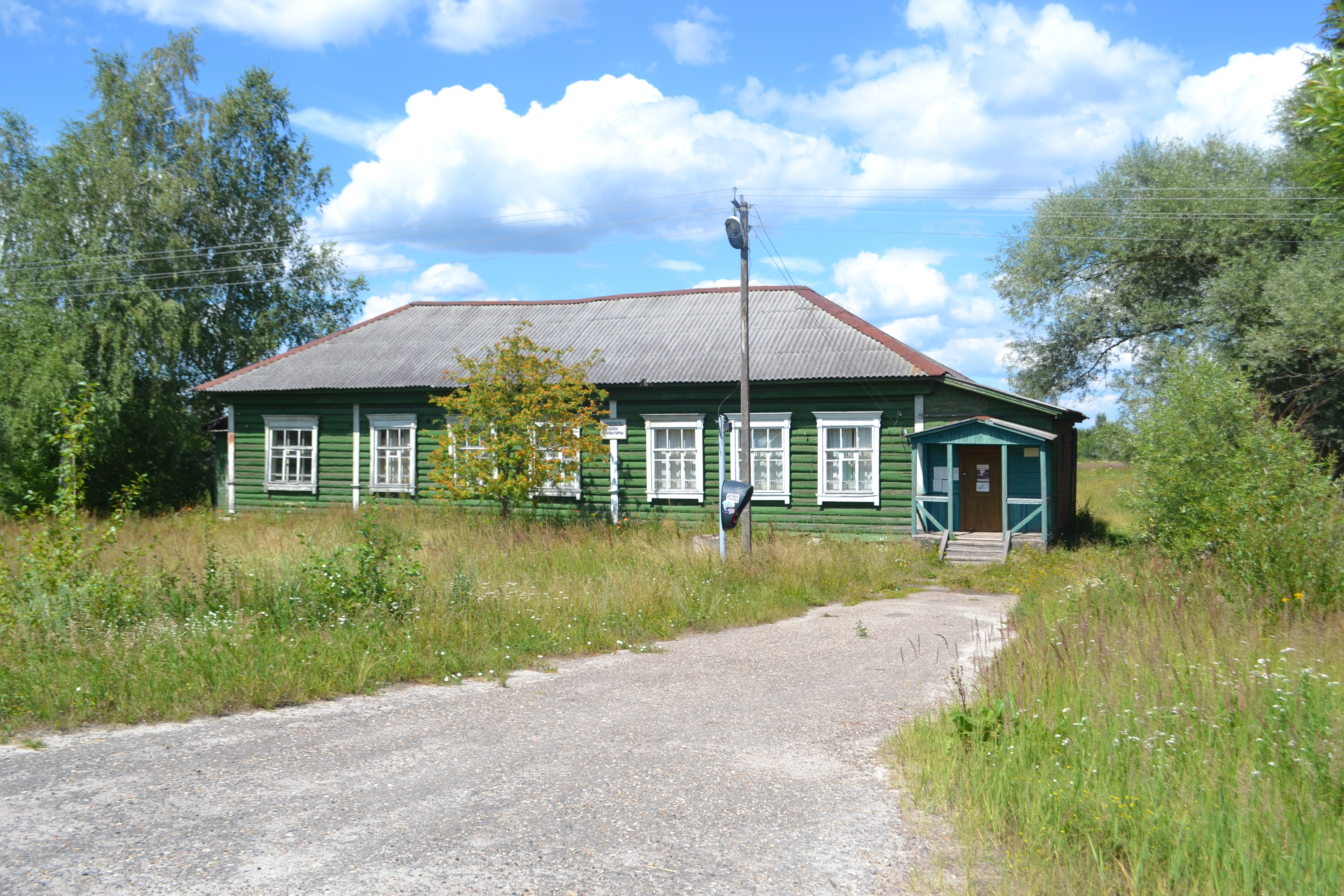
Сельский клуб
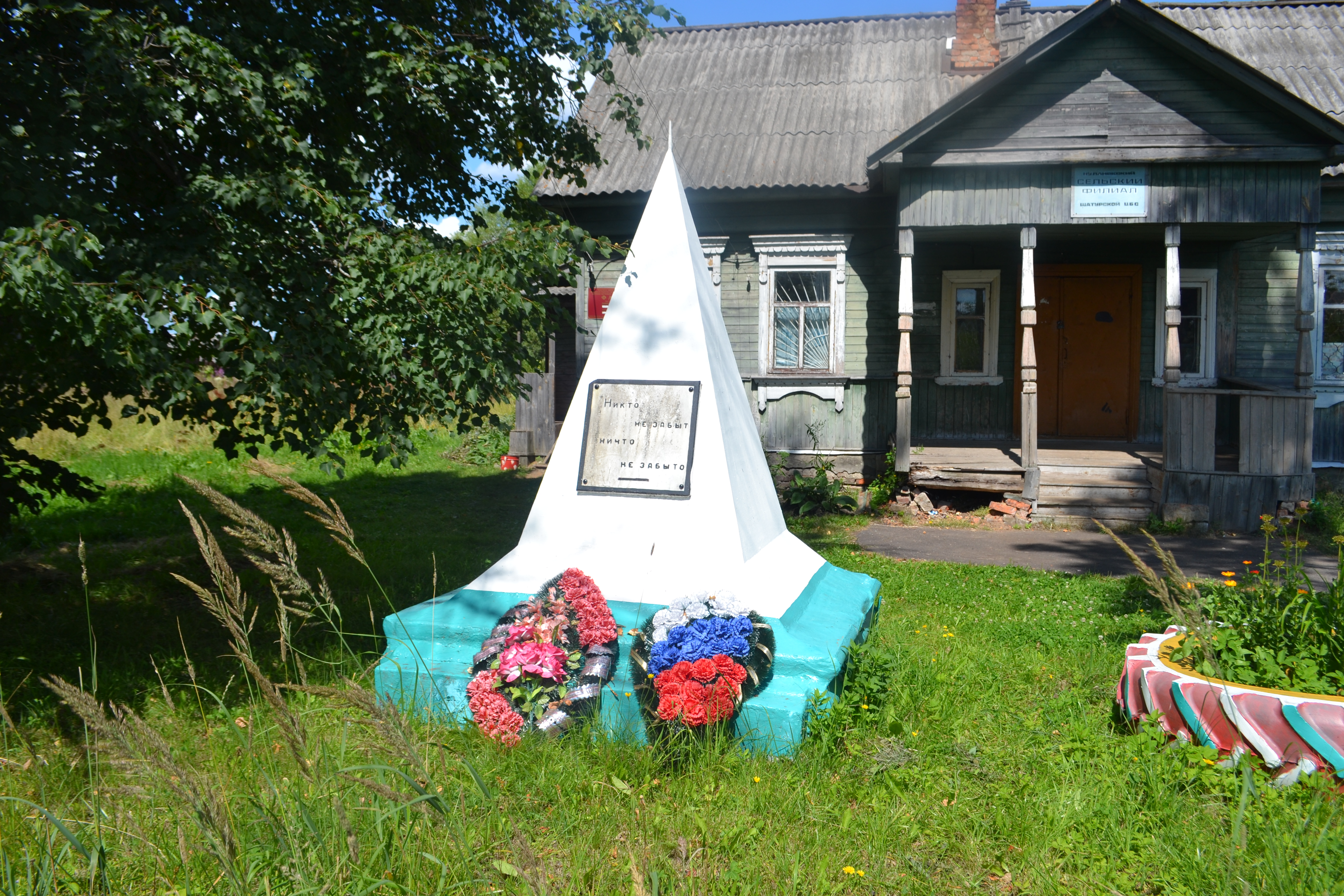
Мемориал в деревне
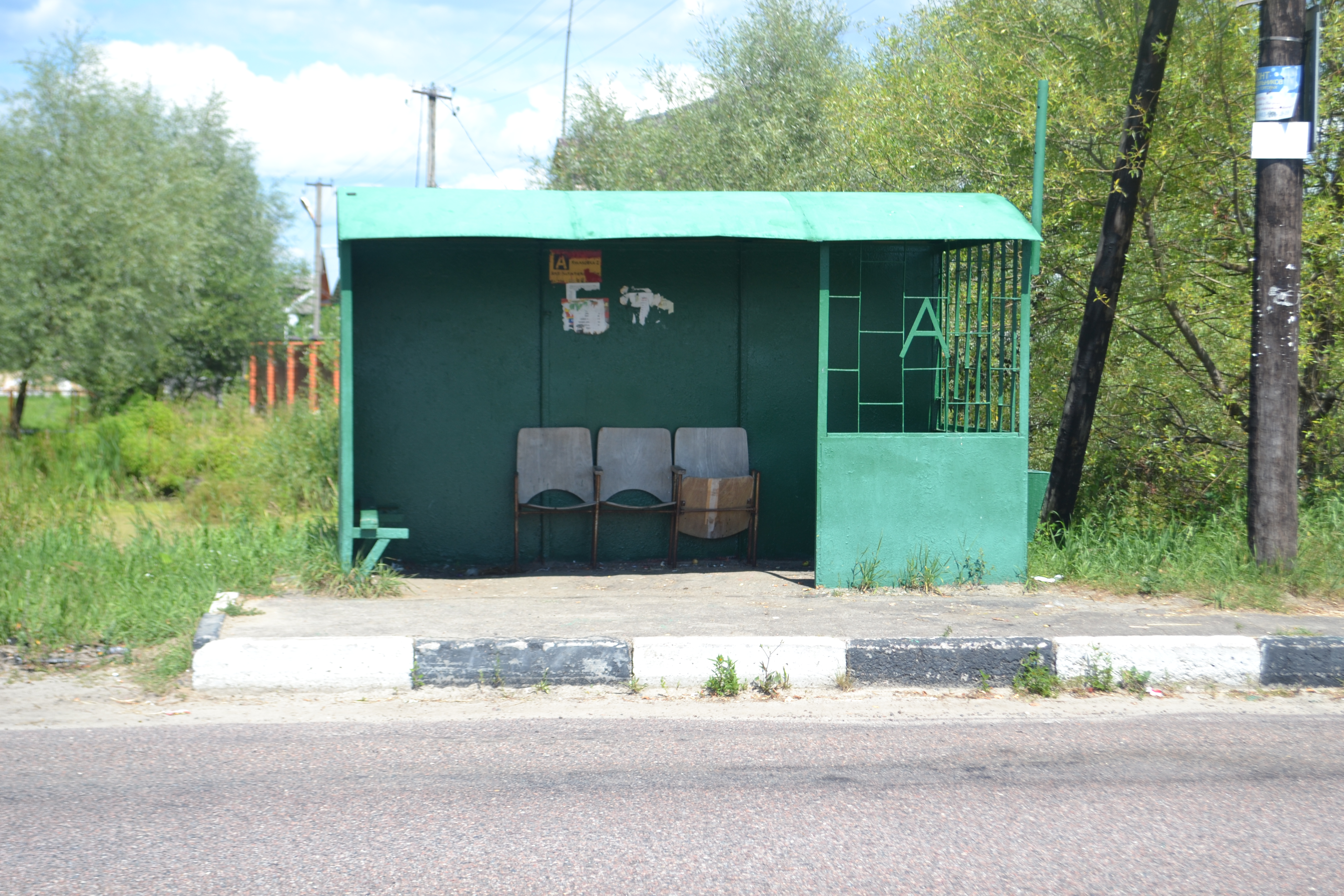
Остановка Кулаковка